# Danny Woodburn
Daniel Charles Woodburn (26 de julio de 1964) conocido como Danny Woodburn, es un actor estadounidense. Es conocido por interpretar a Mickey Abbott en la comedia de situación, Seinfeld. Sufre de enanismo, por ello es sus roles más comunes son de elfos de Navidad.

## Primeros años
Woodburn nació en Filadelfia, Pensilvania. Se graduó en la Abington Senior High School en Abington Township, Montgomery County, Pensilvania y la Escuela de comunicaciones y teatro de Temple University. Recibió el school's Outstanding Alumni Achievement Award en 2001.

## Carrera

### Escenario
Woodburn actuó en diferentes producciones antes de mudarse a Los Ángeles, en producciones como The Indian Wants the Bronx, Scapino; David Mamet's Revenge of the Space Pandas; y una producción de la compañía itinerante de Viet Rock. Su debut en el teatro en Nueva York comenzó con The Soda Jerk.

### Comedia en vivo
Woodburn siendo comediante en vivo a los 17 años, encabezó todos los clubes de comedia de la nación incluyendo "The Improv", "The Comedy Store", "The Ice House" y "Laugh Factory".

### Actor de televisión
Woodburn interpretó al "Professor Pixel" en el especial de Halloween de 1992 de Fox, Count DeClues' Mystery Castle, que fue filmado en el club nocturno The Magic Castle en Los Ángeles. 
Woodburn tuvo un papel estelar en la serie de 1997, Conan el aventurero (como Otli, el compañero de Conan), Special Unit 2 y Passions. Con más de 120 apariciones en la televisión, Woodburn apareció como actor invitado en series como Tracey Takes On..., Baywatch, Lois and Clark: The New Adventures of Superman, The Pretender, Early Edition, Murder She Wrote; Charmed; Becker; y Bones. Fue también actor invitado en las series infantiles de The Suite Life of Zack & Cody, iCarly y Cory in the House. Interpretó el papel del Sr. Poulos en la serie de Disney XD, Crash & Bernstein.

### Papeles en las películas
Woodburn ha aparecido en filmes como; el filme navideño Jingle All the Way (El regalo prometido) con Arnold Schwarzenegger, Things You Can Tell Just by Looking at Her, The Flintstones in Viva Rock Vegas, Death to Smoochy, Employee of the Month, Watchmen, Mirror Mirror, y The Identical. Apareció en el filme de horror de 2009, Life Blood, con Scout Taylor-Compton. También apareció en los filmes infantiles de Santa Buddies, The Search for Santa Paws, y Santa Paws 2: The Santa Pups.
Además Woodburn proporcionó la captura de movimiento para el personaje del Maestro Splinter en la película de 2014 de Michael Bay, Tortugas Ninja.